# Luís Cristóvão dos Santos
Luís Cristóvão dos Santos (Pesqueira, 25 de dezembro de 1916 — Recife, 30 de junho de 1997) foi um sociólogo, antropólogo, folclorista, cronista, escritor, promotor público e jornalista brasileiro. Também era conhecido pelos pseudônimos Ziul e Pajeú.
Estudou em Pesqueira e no Recife e concluiu o curso de bacharel em ciências jurídicas e sociais pela Faculdade de Direito do Recife, em 1944. Funcionário Público Federal e Estadual, foi promotor de Justiça em diversas comarcas do sertão pernambucano. Fundou e Dirigiu o jornal Gazeta do Pajeú durante a década de 1950, Deputado Estadual pelo estado de Pernambuco na sigla UDN - União Democrática Nacional em 1947, também saiu candidato a vice-prefeito da cidade de Arcoverde em 1955 na chapa de Antônio Napoleão, participou ativamente na história cultural e política de Pernambuco, lutando por seus direitos e defendendo o Estado. Foi Chefe do Departamento Criminal do Estado de Pernambuco de 1976 a 1986. Devido a morte prematura de um filho, aposentou-se como advogado de ofício segundo a OAB, Ordem dos Advogados do Brasil. Escritor desde adolescente, Luís Cristóvão dos Santos também foi jornalista (A Voz do Sertão, Gazeta do Pajeú, Diario de Pernambuco e Jornal do Commercio), colaborador do Suplemento Cultural do Diário Oficial do estado de Pernambuco e em vários outros jornais do país, dentre muitos outros trabalhos publicados, contribuiu com muitos trabalhos na imprensa nacional e italiana.

## Biografia
Natural de Pesqueira, ainda menino foi morar em Custódia, para onde se mudou a família, e onde Manoel Cristóvão dos Santos, o pai, continuou sua atividade de farmacêutico.
Sobre sua infância, disse certa vez:

Na verdade ninguém esquece os caminhos da infância. O pequeno país que ficou sepultado na bruma. Todo homem guarda no coração a mensagem que lhe entrou pelos olhos.
Formou-se em ciências Jurídicas na Faculdade de Direito do Recife, no ano de 1944. Em 1952, já no exercício da promotoria pública, casou-se com Marlene, de tradicional família de São José do Egito. Quem na redondeza, não lhe conheceu o genitor, patriarca Antônio Souza, proprietário da fazenda "Duas Barras" e senhor de prestígio político na região? - Estava vinculado, também ao sertão do Pajeú, o agrestino, que já deixara raízes em terras do Moxotó. Nele afirmavam-se, então, além do representante do Ministério Publico, o poeta e cronista: Em sonetos impregnados do cheiro daqueles chãos adustos; em crônicas, impulsionadas por impressionante força telúrica, retrato - sociológico e poético - da alma sertaneja. Ninguém melhor do que ele, com firmeza de conhecimento sobre os costumes, a história, a geografia (física e humana) da região, ninguém melhor do que ele discorreu a respeito da seca, da fome, dos cangaceiros, dos repentistas, das vaquejadas, das novenas do mês de Maio. Os mais íntimos deram de lhe chamar pelo epíteto de Pajeú, talvez por ser ele o autor das mais belas páginas já escritas sobre o periódico curso d'água que, resultante da confluência de alguns regatos de denominações diferentes, oriundos quase todos dos mananciais da Serra do Teixeira, na Paraíba, depois de passar por São José do Egito, recebe, no município de Tuparetama, o seu nome definitivo.
Sua posse na Academia Pernambucana de Letras deu-se a 16 de Março de 1973.
Pelos anos 1940, em tertúlia literária na residência do poeta Waldemar Lopes, no bairro da Gávea, no Rio de Janeiro, encantou, com sua invulgar capacidade de contar histórias, a outros tantos intelectuais de renome, entre eles Raul Lima, José Conde, Aurélio Buarque de Holanda, Valdemar Cavalcanti e Odilo Costa Filho.
Profundamente amargurado pela morte prematura de um filho, afastou-se das rodas literárias, isolando-se em sua residência da rua Desembargador Goes Cavalcanti, no Parnamirim, Recife, de onde saía quase que tão somente quando precisava movimentar a conta bancária, ou nas visitas periódicas à sua granja de Arcoverde ou a sua casa de Gravatá.
Sobre Arcoverde, disse certa vez:

Todo homem guarda no coração a mensagem que lhe entrou pelos olhos, mal-abertos para os mistérios da vida. O importante, porém, é reconquistar a paisagem perdida. Encontrar, novamente, os velhos caminhos. E por eles andar, de alma alegre, vendo desfilar o rosário das emoções ressuscitadas.
Na sessão ordinária da Academia Pernambucana de Letras, realizada no dia 14 de Julho de 1997, quando, por disposição estatuária, foi declarada vaga a cadeira nº4, prestou-se-lhe significativa homenagem reverenciadora da memória, com intervenções dos acadêmicos Luiz de Magalhães Melo, presidente da casa, Reinaldo de Oliveira, Maria do Carmo Barreto Campello de Melo, Waldemar Lopes, Luiz Marinho, Olímpio Bonald Neto e Waldenio Porto, ocasião em que se fez a leitura da crônica "Dona Carlinda", da qual se transcreve, aqui, o seguinte trecho, evidenciado do estilo personalíssimo do autor de Brasil de Chapéu de Couro:
Ao lado da Catedral, morava Dona Carlinda, carregada de filhos e companheira das reuniões, na capelinha do bispo, da Associação da Mães Cristãs. Mais à frente, detinha-se com Dona Estefânia, que era a bondade em pessoa. Por ali, as vezes topava com Dos Anjos, que vinha subindo a rua, ao lado de Maçu, e mal avistava mamãe, disparava: Carlinda, minha nêga, vinha pensando em você agorinha. E, como de costume, arranjava um dinheirinho, pra tentar a sorte na banca de Agostinho. O bicho de amanhã é urso, minha filha, vi Simão Rocha na loja de seu Cazuzinha e o palpite veio logo. E ali se ia, sonhando acordada, com a sorte grande que jamais lhe caiu às mãos humildes, até que morreu e se foi, com o vestido branco e a fita azul de filha-de-Maria, que era o tesouro de sua vida, morar em alguma estrela perdida na amplidão, onde não precisa de loteria pra ver, no reino tranqüilo de Deus, a infinita riqueza das constelações e a pedraria faiscante dos astros.
Contribuiu ainda para elaboração de vários livros, documentários, reportagens e filmes nacionais sobre o sertão brasileiro e sobre o Rio Pajeú, pelo qual lhe foi dada a alcunha. 
Inspirado nele, o humorista  Chico Anysio criou um de seus personagens, Pantaleão, famoso pelos bordões "é mentira, Terta?" e "não, Pedro Bó!".
Reconhecido na Itália como estudioso de Frei Damião pela Ordem dos Frades Menores Capuchinhos na Sicília.
O escritor falava fluentemente três idiomas (francês, latim, tupy e obviamente português) e era irmão do Monsenhor Antônio de Pádua dos Santos.
Faleceu no dia 30 de Junho de 1997 no Hospital Santa Joana, na cidade do Recife, devido a um derrame cerebral.
"Comecei a admirá-lo antes de conhece-lo. Mandava do Sertão para os jornais da Capital, crônicas admiráveis, num estilo diferente, com trepidações que bem pareciam de caminhão em leito de Itaipava. Reuniu-as em "Bilhetes do Sertão" e pude saboreá-las mais a gosto. Esse livro que vai ser lançado hoje "Caminhos do Pajeú" é também composto de trechos publicados nos jornais. Tão interessantes os achei que cortei e guardei alguns. É que na pele do cronista saltitante, de alma ainda moça, está o observador de primeira, em alicerces de geógrafo. Um jovem que irá longe e terá de ser falado, de futuro, como testemunha de coisas relacionadas com a região de seu tempo."
Mário Melo
"Luiz Cristovão dos Santos é o cronista da 'pequena pátria'. Ao toque do seu talento, as coisas retornam e vultos, já quase sepultos nos longes da memória, ressurgem plenos de vida..."
Potiguar Figueiredo Matos
"Com o volume, que a Academia Pernambucana de Letras lhe deu a láurea da crônica, Luiz Cristovão dos Santos reafirma as credenciais de escritor, que já lhe haviam sido anteriormente conferidas, pelo mérito de sua obra, tão cheia de sentimento e de pernambucanidade. É um mestre da crônica, assunto que tantos tem explorado, sem o milagre que a sua inteligência conseguiu."
Leduar de Assis Rocha
"Deve-se acentuar o fato de que as crônicas de Luiz Cristóvão, bem escritas de verdade, não decaem para a subliteratura evocativa e evitam com segurança o postiço, o falso regionalismo, assegurando-nos o saboroso e o autêntico nesses flagrantes sertanejos."
Raul Lima
"É o Brasil rústico do sertão nordestino, que tende a desaparecer, na medida em que o progresso e as conquistas da técnica se vão alastrando por aqueles sertões. E quando isso acontecer, tornar-se-ão duplamente preciosos testemunhos fiéis e enternecidos como o deste livro (Caminhos do Sertão)."
Brito Broca
"Vamos, minha gente, à festa do Cristóvão, render uma homenagem ao "clérigo" autêntico, que, homem de inteligência e de saber aprendida nos livros, será sempre, entretanto, o sertanejo de Ororubá, o aedo, em prosa cantante e simples, daquilo que o Sertão sabe ensinar na riqueza farta de suas entranhas, agrestes, sim, mas acolhedoras e amigas"."
Eraldo Gueiros
"Numa linguagem deliciosa pontilhada de expressões de cunho nitidamente oral típica da região, Luiz Cristovão narra casos, focaliza tipos humanos, revela peculiaridades do meio e no tempo, estuda usos e costumes. A vida do sertão de Pernambuco está revelada ao natural, sem o menor sinal de erudição, no tom menor que é o tom que lhe dá autenticidade."
Waldemar Cavalcanti
"... a terra, os homens, os bichos, os pé-de-pau, tudo enfim, que é parte de suas recordações, está vivo, com força e autenticidade nas páginas de "Caminhos do Pajeú"."
José Condé
"Outros poderão falar das coisas sertanejas talvez com o mesmo brilho, a mesma perfeição, a mesma estesia; poucos, entretanto, seriam capazes de fazê-lo com a alma e o sentimento com que ele transborda em páginas vivíssimas a magia que sobre ele exercem o Sertão, seus problemas e sua gente."
José Antônio da Costa Porto
"Luiz Cristóvão dos Santos é um sertanejo com decidida vocação literária. A veia da poesia, aí está neste seu livro de histórias e fatos (Caminhos do Sertão), entumecido de gratas recordações da vida dos seus antigos e coevos, em prosa correntia e pitoresca, como se fosse em narrativas de contadores de casos, à beira do fogo, numa pousada por debaixo de um pé de imbuzeiro."
José Lins do Rego
"Não precisaria mais do que escrever aquela crônica do livro "Frei Damião" para Merecer o nome de escritor, de que hoje tanto se usa e se abusa"
Aníbal Fernandes

## Obras
- Hino ao Sertão (1938)
- Adolescência (1950)
- Bilhetes do Sertão (1950)

O escritor Luís Cristóvão, entre membros da Academia Pernambucana de Letras.

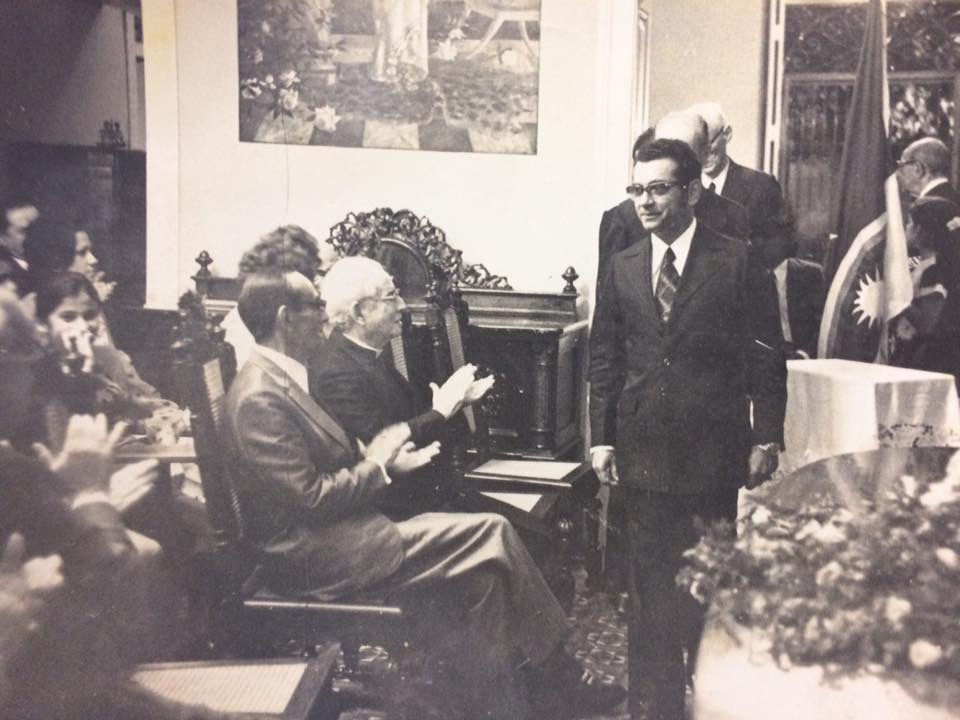
Posse de Luiz Cristóvão na Academia Pernambucana de Letras.

Luiz Cristóvao dos Santos em discurso de posse na Academia Pernambucana de Letras

- Padre Cottart - Um Vigário do Pajeú (1953)
- Carlos Frederico Xavier de Brito - O Bandeirante da Goiaba (1953)
- Frei Damião - O Missionário dos Sertões (1953)
- Caminhos do Pajeú (1955)
- Brasil de Chapéu de Couro (1956)
- Caminhos do Sertão (1970)
- Chão de Infância (sonetos, 1983)
- Paisagem Humana do Pajeú (inacabada)

## Prefácios
- Minha cidade, minha saudade : Rio Branco (Arcoverde), Luís Wilson, 1972

## Hinos
Hino da cidade de Pesqueira
"Ó Pesqueira dos doces e das rosas Embalada ao rolar da “cachoeira” 

Tens a graça das manhãs gloriosas,
Ès sertaneja meiga e faceira
Um porvir grandioso tu desvendas
Com a esperança fagueira te acenando,
Vem ao som do abôio nas fazendas
E o motor das fábricas pulsando
Lençol de prata pelos céus azuis
Quanta beleza teu lar encerra
È a tristeza dos índios Xucurus
Com a saudade atroz da tua serra
E no alto da serra, entre os rebrilhos
Refulgentes do sol, o teu Cruzeiro
Abre os braços da fé, e altaneiro;
De Deus é a benção sobre os teus filhos
Estribilho
Terra querida de Anísio Galvão
Tu és bonita e mais risonha não há
Teu nome trago no coração

Rainha do Ororubá"

## Crônicas
- Um Chefe Político do Sertão do Pageú
- Flores Para Dona Carlinda
- Arco Verde
- Dona Carlinda
- A Espingarda
- O Irmão
- João Bolieiro
- O Sabiá da Serra
- Caboclinho
- Dos Anjos
- Cabo Chico
- Um Casamento no Pajeú
- O Governador e o "Praça"
- Hotel de beira-de-estrada
- O Carioca e o "Rusagá"
- Quando as Violas Gemem
- A Paisagem Perdida
- A Feira
- "Bau"
- O Violeiro Rogaciano
- As Andorinhas de Custódia
- Pajeú: Um Rio do Sertão
- "Muié Rendeira"
- Do Almocreve ao "Calunga" de Caminhão
- Uma Feira no Sertão
- A Batina e o Bacamarte
- O Cantador Inácio da Catingueira
- Um vigário do Pajeú
- Lampeão: Amor e Cangaço
- O Delegado e o Violão
- Um Coronel da Guarda-Nacional
- O Cavalo "Estrêla de Prata"
- Mestre "Tota"
- Vingança de Cabôclo
- Arigó no Asfalto
- "Xarapa"
- Flor de Jurema
- Adágios e Provérbios do Pajeú

## Cargos públicos
- Promotor Público Estadual e Federal
- Deputado Estadual (UDN)
- Secretário de Gabinete do Governo de Pernambuco (1964 - 1966)
- Chefe do Departamento Criminal do Estado de Pernambuco (1976 - 1986)

## Prêmios
- Othon Bezerra de Mello da Academia Pernambucana de Letras "Caminhos do Pajeú" (1955)
- Othon Bezerra de Mello da Academia Pernambucana de Letras "Caminhos do Sertão" (1970).
- Library of Illinois University of Illinois "Caminhos do Sertão" (1999).
- Wisconsin Awards University of Wisconsin "Brasil de Chapéu de Couro" (2002).
- Medalha de Prata Comemorativa do Tricentenário da Restauração Pernambucana (1954).
- Medalha do Mérito da Fundação Joaquim Nabuco por sua relevante contribuição à cultura do estado de Pernambuco.
- Cidadão do Recife, recebido em Setembro de 1970.

Augusto Lucena e Luiz Cristóvão dos Santos

## Acadêmico

### Academia Pernambucana de Letras
Eleito para a Academia Pernambucana de Letras em 19 de Abril de 1972, tomou posse na cadeira nº 4 em 16 de março de 1973 e a ocupou até seu falecimento em 30 de junho de 1997, dando lugar em 27 de Outubro de 1997 a Mário Márcio de Almeida Santos.

## Patrono
É patrono da cadeira nº 12 na Academia Pesqueirense de Letras e Artes, ocupada por Jarival Cordeiro do Amaral.